# Sphex gilberti
Sphex gilberti là một loài côn trùng cánh màng trong họ Sphecidae, thuộc chi Sphex. Loài này được R. Turner miêu tả khoa học đầu tiên năm 1908.